# Lucio Stanca
Lucio Stanca (ur. 20 października 1941 w Modenie) – włoski ekonomista, menedżer związany z koncernem IBM, w latach 2001–2006 minister ds. innowacji, parlamentarzysta.

## Życiorys
Absolwent ekonomii na Uniwersytecie Bocconi. Od 1968 do 2001 zawodowo związany z koncernem IBM, pełnił kierownicze funkcje w spółkach wchodzących w skład grupy, w latach 90. był m.in. wiceprezesem grupy, a także dyrektorem generalnym na Europę, Bliski Wschód i Afrykę. Został również członkiem zarządu think tanku Aspen Institute Italia.
W czerwcu 2001 objął urząd ministra ds. innowacji w drugim rządzie Silvia Berlusconiego. Stanowisko to zachował również w powołanym w kwietniu 2005 trzecim gabinecie tegoż premiera, zajmując je do maja 2006.
W wyborach w 2006 wszedł w skład Senatu XV kadencji z ramienia Forza Italia. W 2008 z ramienia koalicyjnego Ludu Wolności uzyskał mandat posła do Izby Deputowanych XVI kadencji, w której zasiadał do 2013.